# محوطه جریمه

دو مستطیل بزرگی که در دو طرف زمین قرار دارند، محوطۀ جریمۀ هر طرف می‌باشد.

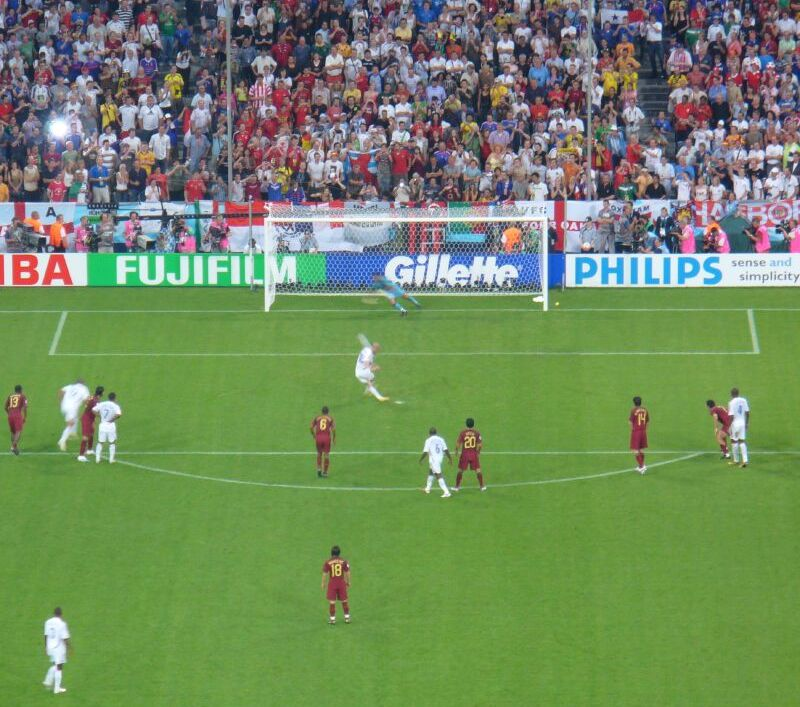
یک بازیکن در حال زدن ضربۀ پنالتی در محوطۀ جریمه

محوطۀ جریمه یا محوطۀ پنالتی یا محوطۀ ۱۸ قدم (به انگلیسی: Penalty area) قسمتی از زمین فوتبال است.
محوطۀ جریمه در انتهای هر نیمۀ زمین به صورت زیر معین می‌شود:
دو خط به فاصلۀ ۱۶٫۵ متر از داخل تیرهای دروازه در روی خط دروازه به طرف گوشه‌ها رسم می‌شود. این خط‌ها به فاصلۀ ۱۶٫۵ متر به طرف زمین بازی کشیده و به وسیلۀ خطی موازی با خط دروازه، متصل می‌شود.
محوطۀ محدود شده به‌وسیلۀ این خطوط و خط دروازه را، محوطۀ جریمه یا پنالتی می‌نامند. در داخل هر محوطۀ جریمه، یک نقطۀ پنالتی به فاصلۀ ۱۱ متر از وسط خط دروازه به طرف داخل زمین مشخص گردد. از نقطۀ پنالتی، قوسی به شعاع ۹٫۱۵ متر در خارج از محوطۀ جریمه رسم می‌گردد.